# Yaşar Mumcuoğlu
Yaşar Mumcuoğlu (* 31. Oktober 1940 in Akçaabat) ist ein ehemaliger türkischer Fußballspieler. Aufgrund seiner langjährigen Tätigkeit für Fenerbahçe Istanbul wird sein Name eng mit diesem Verein in Verbindung gebracht. So war er Teil jener Fenerbahçe-Mannschaft, die in der Saison 1967/68 mit dem Gewinn der türkischen Meisterschaft und des türkischen Pokals zum ersten Mal in der Vereinsgeschichte das türkische Double holen konnte. Als Flügelspieler bildete er zusammen mit seinen Sturmpartnern Ogün Altıparmak und Nedim Doğan über ein halbes Jahrzehnt den Angriff des Vereins.
Er ging in die europäische und türkische Fußballgeschichte ein, als er in der ersten Begegnung des im Sommer 1971 eingeführten UEFA-Pokals, welche am 14. September 1971 zwischen Fenerbahçe und Ferencváros Budapest gespielt wurde, mit seinem Tor aus der 59. Minute das erste Tor des Pokalwettbewerbs erzielte.

## Spielerkarriere

### Verein
Die Anfänge von Mumcuoğlus Fußballspielerkarriere sind nahezu undokumentiert. Als erste belegte Tätigkeit begann er ab der Saison 1963/64 beim türkischen Erstligisten aus der Hauptstadt Ankara, PTT SK, zu spielen. Sein Profidebüt gab er in der Ligapartie vom 14. September 1963 gegen Fenerbahçe Istanbul. Im weiteren Saisonverlauf absolvierte er 17 Liga- und drei Pokalbegegnungen. Eine besondere Leistung zeigte er im Stadtderby vom 16. November 1963 gegen Gençlerbirliği Ankara. Hier erzielte er alle drei Tore seiner Mannschaft zum 3:1-Endstand. In der nächsten Saison, der Saison 1964/65, eroberte er sofort einen Stammplatz und beendete die Saison mit sieben Toren als erfolgreichster Torschütze seiner Mannschaft. Durch diese Saisonleistung machte er auch viele Vereine auf sich aufmerksam. Mit seinem Verein konnte er in dieser Spielzeit den Spor-Toto-Pokal holen. In diesem Wettbewerb setzte sich seine Mannschaft gegen Beşiktaş Istanbul, Fenerbahçe und Göztepe Izmir durch und erzielte eines der größten Erfolge der Vereinshistorie.
Nach seiner ersten Länderspielnominierung, mit der er auch der erste A-Nationalspieler in der Vereinshistorie von PTT SK wurde, konnte Mumcuoğlu seinen Marktwert weiter steigern und war einer der gefragtesten Stürmer der Sommertransferperiode 1965. So bemühten sich mit Beşiktaş Istanbul, Fenerbahçe Istanbul und Galatasaray Istanbul, die als die drei großen Istanbuler Klubs bekannten Vereine um eine Verpflichtung Mumcuoğlus. Nach wochenlangen Transferverhandlungen sicherte sich schließlich der amtierende Meister Fenerbahçe gegen eine Ablösesumme von 300.000 Türkische Lira die Transferrechte an Mumcuoğlu. Bei seinem neuen Verein eroberte Mumcuoğlu schnell einen Stammplatz, blieb aber in der ersten Saison mit seinem Verein titellos. In seiner zweiten Saison, der Saison 1966/67, spielte Mumcuoğlu die gesamte Saison mit dem Erzrivalen Beşiktaş um die türkische Meisterschaft, vergab diese aber in den letzten Spieltagen. Neben der türkischen Vizemeisterschaft konnte Mumcuoğlu aber mit seinem Verein den Spor-Toto-Pokal und den Balkanpokal holen. Anfang April 1967 zog er sich eine Meniskusverletzung zu und konnte deswegen die restliche Saison nicht spielen. Trotz dieser verletzungsbedingten Auszeit war Mumcuoğlu mit seinen 12 Pflichtspieltoren zusammen mit seinem Teamkollegen Ogün Altıparmak der erfolgreichste Torschütze seiner Mannschaft.
In der Saison 1967/68 konnte er mit seinem Team unter der Führung des ungarischen Trainers Ignác Molnár die türkische Meisterschaft und zusätzlich den Türkischen Pokal holen. Dadurch gehörte Mumcuoğlu zu jenem Kader Fenerbahçes, die das erste Double der Vereinsgeschichte holen konnte. Mumcuoğlu beendete die Saison mit neun Pflichtspieltoren hinter Ogün Altıparmak als zweitbester Torjäger seiner Mannschaft und war damit an dem Double maßgeblich beteiligt. Seine Leistungen weckten auch das Interesse von einigen europäischen Vereinen, so bekundet Feyenoord Rotterdam Interesse an einer Verpflichtung. Die zweite Spielzeit unter Molnár blieb sein Verein sowohl in der Liga als auch im Pokal hinter den Erwartungen zurück. Nach dieser enttäuschenden Saison ersetzte der Klub Molnár durch den rumänischen Trainer Traian Ionescu. Unter diesem Trainer kehrte Mumcuoğlus Team auf die Erfolgsspur zurück, beendete die Saison 1969/70 als türkischer Meister und holte zudem den vorsaisonal gespielten TSYD-Istanbul-Pokal. Mumcuoğlu selbst beendete die Saison mit 26 Pflichtspieleinsätzen und zwei Toren. Trotz der erfolgreichen Saison mit Ionescu ersetzte die Vereinsführung ihn durch seinen Landsmann Constantin Teașcă. Unter diesem neuen Trainer behielt Mumcuoğlu seine Stellung in der Mannschaft und steigerte seine Pflichtspieleinsätze auf 40 Spiele. Sein Verein verfehlte die Titelverteidigung in der türkischen Meisterschaft und beendete die Saison hinter dem Erzrivalen Galatasaray als Vizemeister. 
Mit der Saison 1971/72 verlor Mumcuoğlu seinen Stammplatz. Die Saison beendete er mit 13 Pflichtspieleinsätzen und blieb mit seinem Klub titellos. Trotz dieser Stellung innerhalb der Mannschaft ging Mumcuoğlu in dieser Spielzeit mit einem Tor auch in die europäische Fußballgeschichte ein. So erzielte er in der ersten Begegnung des im Sommer 1971 eingeführten UEFA-Pokals, welche am 14. September 1971 zwischen Fenerbahçe und Ferencváros Budapest gespielt wurde, mit seinem Tor aus der 59. Minute das erste Tor des Pokalwettbewerbs. In seiner letzten Saison bei Fenerbahçe konnte er mit seiner Mannschaft den Präsidenten-Pokal, den Premierminister-Pokal und die türkische Vizemeisterschaft holen. Er selbst kam in dieser Saison nur zu sporadischen Spieleinsätzen. So wurde er in seinen vier Ligaeinsätzen nur einmal in der Startelf eingesetzt und wurde in sieben seiner acht Spieleinsätze nur eingewechselt. In keinem der acht Pflichtspieleinsätze spielte er über die volle Spiellänge.
Nachdem die Vereinsfunktionäre von Fenerbahçe ab Anfang der 1970er Jahre in jeder Transferperiode über einen Verkauf Mumcuoğlus nachdachten, wurde er im Sommer 1973 auf die Verkaufsliste gesetzt. Fenerbahçe versuchte zunächst Mumcuoğlu als Gegenleistung bei der Verpflichtung des Stürmers Zeki Temizer vom Stadt- und Ligarivalen Vefa Istanbul anzubieten. Nachdem dieser Spielertausch nicht zustande kam, einigte sich Mumcuoğlu mit dem Zweitligisten Sakaryaspor. Bei diesem Verein spielte er zwei Spielzeiten und beendete anschließend im Sommer 1975 seine Karriere.

### Nationalmannschaft
Im April 1965 wurde Mumcuoğlu im Rahmen eines Freundschaftsspiels der Weltmeisterschaft 1966 gegen Portugal von Nationaltrainer Sandro Puppo zum ersten Mal für das Aufgebot der türkischen Nationalmannschaft nominiert und absolvierte in dieser Partie sein erstes A-Länderspiel. Im gleichen Jahr debütierte er auch für die türkischen U-21-Nationalmannschaft.
Insgesamt absolvierte er ein U-21- und sechs A-Länderspiele.

## Erfolge
Mit PTT SK
- Spor-Toto-Pokalsieger: 1964/65

Mit Fenerbahçe Istanbul
- Türkischer Meister: 1967/68, 1969/70
- Türkischer Vizemeister: 1966/67, 1970/71, 1972/73
- Türkischer Pokalsieger: 1967/68
- Türkischer Pokalfinalist: 1964/65
- Präsidenten-Pokalsieger: 1967/68, 1972/73
- Premierminister-Pokalsieger: 1972/73
- TSYD-Istanbul-Pokalsieger: 1969/70
- Spor-Toto-Pokalsieger: 1966/67
- Balkanpokalsieger: 1966/67